# Avitus (Cognomen)
Avitus (lateinisch: „Großvater“) ist ein römisches Cognomen, welches bei den gentes Alfia, Cornelia, Iulia, Iunia, Marcia, Pannonia, Varia und weiteren verbreitet war.

## Namensträger
- Alcimus Ecdicius Avitus (um 460–518), mit Sidonius Apollinaris († 479) verwandt und dadurch auch ein Verwandter des Kaisers Avitus († 457), siehe Avitus von Vienne
- Caecilius Avitus, römischer Soldat, 2. oder 3. Jahrhundert
- Eparchius Avitus (um 385–457), römischer Kaiser 455/6, siehe Avitus
- Flavius Avitus Marinianus, römischer Konsul 423
- Gaius Iulius Avitus, römischer Offizier und Suffektkonsul 149
- Gaius Iulius Avitus Alexianus, römischer (Suffekt?)Konsul zwischen 198 und 200
- Gaius Iunius Avitus, römischer Offizier, 1. und 2. Jahrhundert
- Gallonius Avitus, römischer Legat Thrakiens unter Aurelian
- Lucius Baebius Avitus, römischer Offizier, 1. Jahrhundert
- Lucius Duvius Avitus, römischer Suffektkonsul 56
- Lucius Hedius Rufus Lollianus Avitus (Konsul 114), römischer Suffektkonsul 114
- Lucius Hedius Rufus Lollianus Avitus (Konsul 144),  römischer Politiker und Senator zu Zeiten des Antoninus Pius und Mark Aurels
- Lucius Marcius Avitus, römischer Offizier, 1. Jahrhundert
- Lucius Seius Avitus, römischer Offizier, 2. Jahrhundert
- Lucius Stertinius Avitus, römischer Suffektkonsul 92
- Marcius Avitus, Prätor unter Antoninus Pius
- Marcus Iulius Avitus, römischer Centurio, 1. Jahrhundert
- Marcus Macrinius Avitus Catonius Vindex, römischer Offizier, 2. Jahrhundert
- Publius Ferrasius Avitus, römischer Centurio, 2. Jahrhundert
- Sextus Varius Avitus Bassianus, Geburtsname des römischen Kaisers Elagabal
- Quintus Caecilius Avitus, römischer Suffektkonsul 164
- Quintus Hedius Lollianus Plautius Avitus, römischer Konsul 209
- Quintus Iulius Bovius Avitus, römischer Offizier, 2. Jahrhundert
- Titus Vennonius Avitus, römischer Offizier, 2. Jahrhundert